# Документалистика
Документалистика — создание документальных (основанных на документах и фактах) художественных произведений, фиксирующих реальные события, объекты и лица.

## Жанры
- Документальное кино — фильм, в основу которого легли съёмки подлинных событий и лиц.
- Документальное радио — радиожанр нон-фикшн, который после 1945 г. наряду с радиоспектаклем прочно вошёл в культурную программу радио разных европейских стран.
- Документальная проза — подвид литературного жанра, для которого характерно построение сюжетной линии исключительно на реальных событиях, с редкими вкраплениями художественного вымысла.
- Документальная фотография — жанр фотографии, обращённой к реальным событиям. Задачи: создание фотографического документа, являющегося свидетельством реальных событий, документом эпохи, а также обращением или предупреждением.

## Иллюстрации

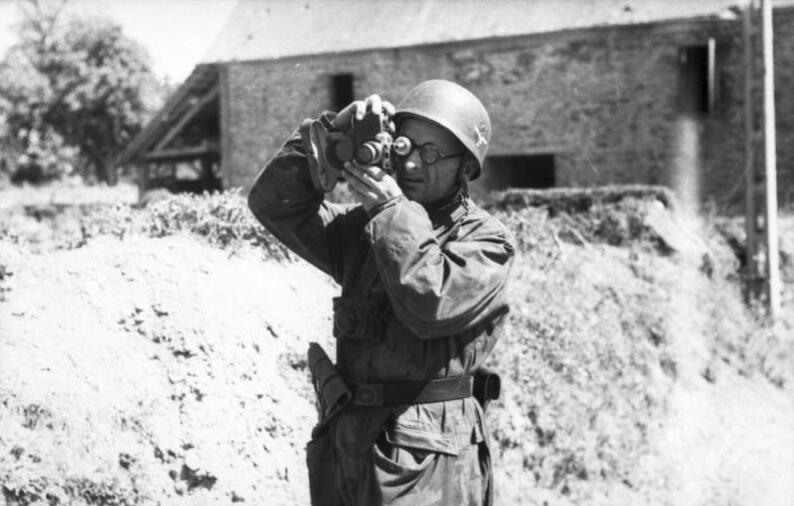
Фоторепортёр министерства пропаганды снимает вторжение десантников во Францию
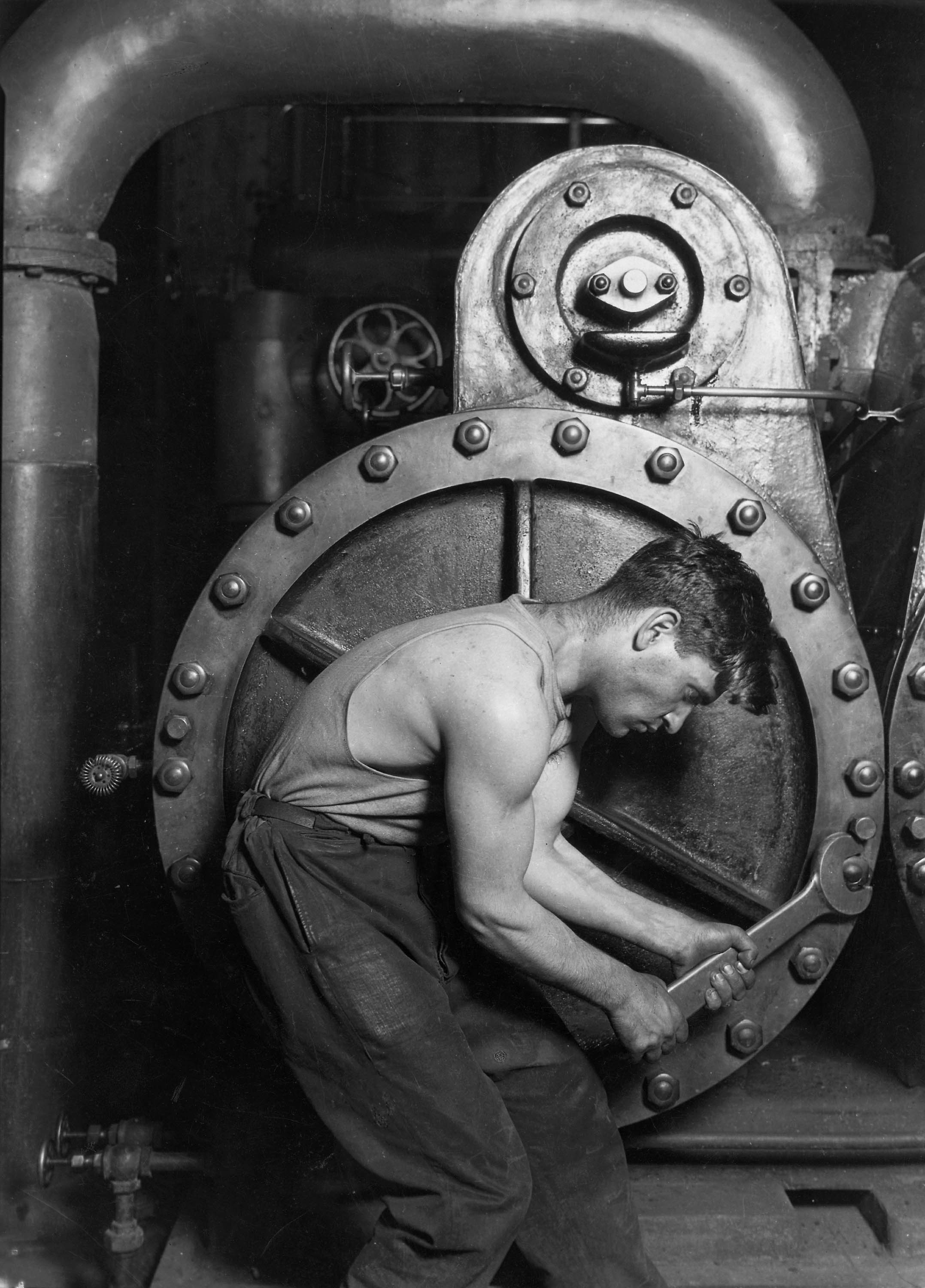
Механик, работающий с паровой помпой, Льюис В. Хайн, 1920 год
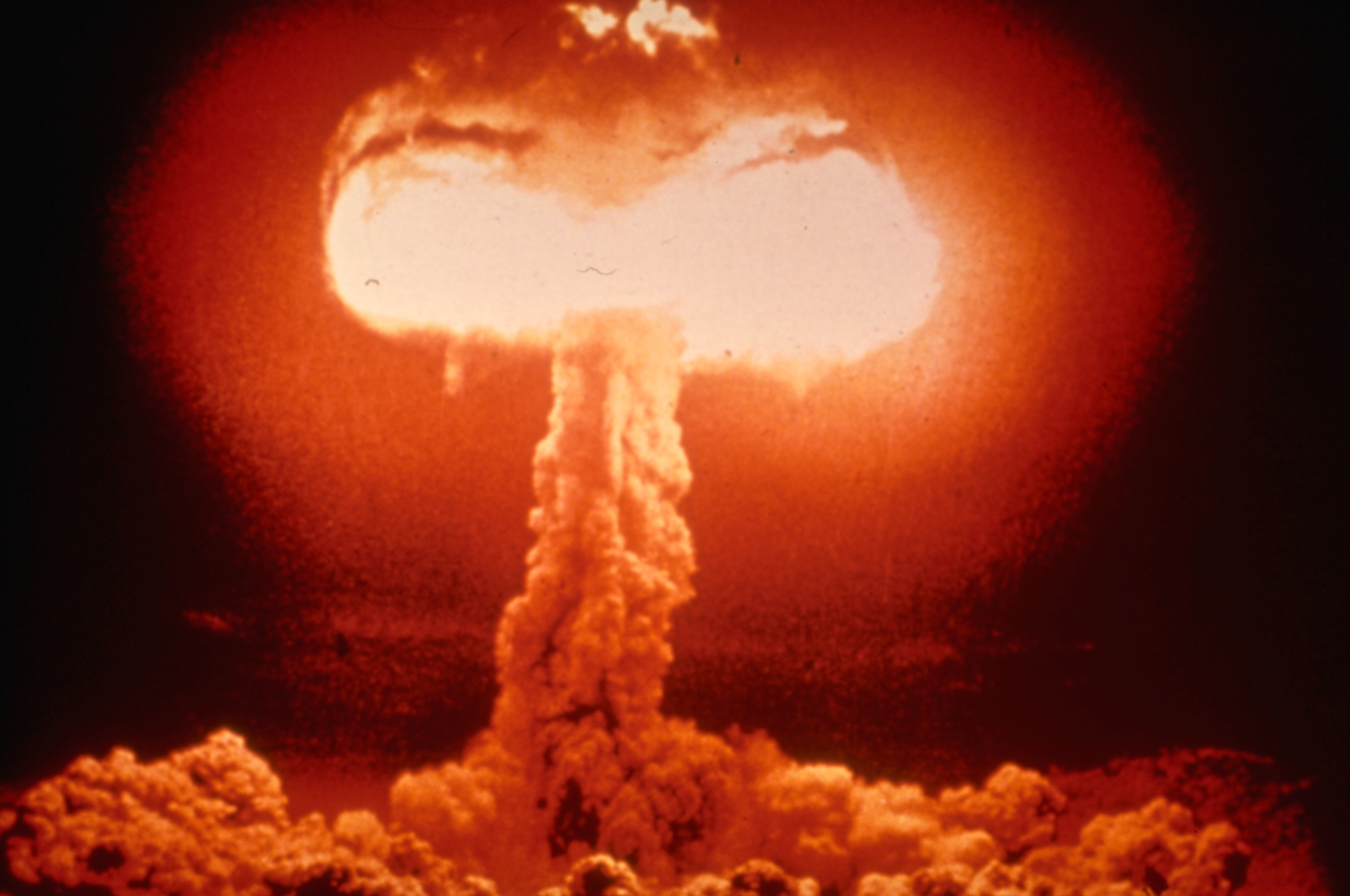
Ядерный взрыв. Постер из фотобиблиотеки FEMA